# رالف لورانس كار
رالف لورانس كار (بالإنجليزية: Ralph Lawrence Carr)‏ هو سياسي أمريكي، ولد في 11 ديسمبر 1887 في الولايات المتحدة، وتوفي في 22 سبتمبر 1950 في دنفر في الولايات المتحدة. حزبياً، نشط في الحزب الجمهوري. وقد انتخب Governor of Colorado ‏ (10 يناير 1939 – 12 يناير 1943).